# 虛擬軟碟機
虛擬軟碟機（Virtual Floppy Drive）是一種用來模擬軟磁碟機功能的軟件，用以替沒有安裝軟磁碟機的電腦提供虛擬的軟碟機硬件。一般來說，虛擬軟碟機都是利用常駐的功能，把一個放在系統硬碟的檔案用來模擬磁碟機。用戶可以透過指令或軟件的功能來掛載虛擬磁碟。

## 相關
- Virtual drive

## 外部連結
- Virtual Floppy Drive